# New Cambria (Kansas)
New Cambria è un comune (city) degli Stati Uniti d'America della contea di Saline nello Stato del Kansas. La popolazione era di 126 persone al censimento del 2010.

## Geografia fisica
New Cambria è situata a 38°52′43″N 97°30′21″W (38.878504, -97.505730).
Secondo lo United States Census Bureau, ha un'area totale di 0.22 miglia quadrate (0.57 km²).

## Storia
New Cambria prende il nome dalla contea di Cambria in Pennsylvania, da dove proveniva uno dei primi coloni.
Il primo ufficio postale a New Cambria è stato aperto nel giugno 1873.

## Società

### Evoluzione demografica
Secondo il censimento del 2010, c'erano 126 persone.

### Etnie e minoranze straniere
Secondo il censimento del 2010, la composizione etnica della città era formata dal 96,8% di bianchi, lo 0,8% di afroamericani, e il 2,4% di due o più etnie. Ispanici o latinos di qualunque razza erano lo 0,8% della popolazione.